# Il prigioniero del Caucaso (film 1996)
Il prigioniero del Caucaso (Kavkazskiy plennik) è un film del 1996 diretto da Sergej Vladimirovič Bodrov, candidato all'Oscar al miglior film straniero.
È stato presentato nella Quinzaine des Réalisateurs al 49º Festival di Cannes.

## Trama
Durante la guerra in Caucaso, due soldati russi, il giovane Vanja e il più vecchio Sasha, sono catturati da un uomo, Abdul-Murat, che vorrebbe usarli per uno scambio con i russi in cambio della liberazione di suo figlio prigioniero. Isolati dal mondo, i due soldati fraternizzano con il loro carceriere e con la giovane figlia Dina. Tentano però di fuggire eliminando Hassan, il loro guardiano. Quando vengono raggiunti, Sasha è punito con la morte. Nel frattempo il figlio di Abdul-Murat è stato ucciso durante una sommossa, per cui non può più avvenire lo scambio con Vanja; il soldato russo viene così incatenato e gettato dentro una buca. Dina, però, si è innamorata di lui e tenta di farlo fuggire. Ma viene sorpresa dal padre che, spinto dal rancore e dalla rabbia della sua gente, decide di uccidere Vanja...

## Riconoscimenti
- 1996 - Festival internazionale del cinema di Karlovy Vary)
  - Globo di Cristallo